# فريبورت (نيويورك)
فريبورت (بالإنجليزية: Freeport)‏ هي قرية في ولاية نيويورك الأمريكية.
يبلغ عدد سكانها حسب تعداد سنة 2000: 43,783 نسمة. ويبلغ عددهم حسب تقدير 2007 حوالي:42,418 نسمة.

## أعلام
- ويليام سميث
- بيتر برودر
- جين براون غرايمز
- كينيث كينغ
- لوروا جي. فيلبس
- ديف بورنس
- ميدي بنجامين
- فرانك ريتش
- كينيث جولدسميث
- رايموند ليسلي